# Медисън (окръг, Мисури)
Окръг Медисън (на английски: Madison County) е окръг в щата Мисури, Съединени американски щати. Площта му е 1290 km², а населението - 12 276 души. Административен център е град Фредериктаун.